# فلورية مستحثة بالليزر
الفلورية المستحثة بالليزر هي وسيلة تحليلية مطيافية تعتمد على إثارة ذرة أو جزيء إلى مستوى طاقي أعلى نتيجة امتصاص الليزر؛ ثم بحدوث انبعاث تلقائي للطاقة على هيئة فلورية. كان ريتشارد زير وزملاؤه أول من وصف هذه الطريقة التحليلية سنة 1968.

## التطبيقات
- الكشف عن النقاوة.[5]
- تصوير العينات المستحاثية.[6]
- الفحص والتحديد الكمي للجزيئات الحيوية والعمليات الحيوية (مثل تسلسل الدنا والتحليل البروتيومي النزر ونواتج تفاعل البوليمراز المتسلسل وتحليل الخلية الواحدة).[7][8]
- دراسة وظائف وخصائص البلازما.[9]